# Tuvalu Sports Ground
Het Tuvalu Sports Ground is een multifunctioneel stadion in Fongafale op het gelijknamige eiland in het Tuvaluaanse atol Funafuti. Het is het enige stadion van alle eilanden bij elkaar. Hier worden alle voetbal toernooien gehouden, TNPF Championship League, Independence Cup, NBT Cup, Tuvalu Games en ook de Christmas Cup.
De ringvormige eilanden van Tuvalu zijn op de meeste plaatsen simpelweg te smal voor het aanleggen van een voetbalveld. Vandaar dat heel Tuvalu maar één voetbalveld telt, pal naast de landingsbaan op het breedste gedeelte van hoofdeiland Funafuti.
Van oorsprong had het voetbalveld op de Tuvalu Sports Ground een ondergrond van koraal. Dat maakte het veld erg hard en lastig te bespelen. Jaren geleden kwam de oplossing, toen uit Fiji een lading rivierklei werd verscheept, die nu als ondergrond dient. Er groeit weliswaar gras op, maar echt lekker voetballen is het nog steeds niet. Het veld is niet vlak, maar golvend. 

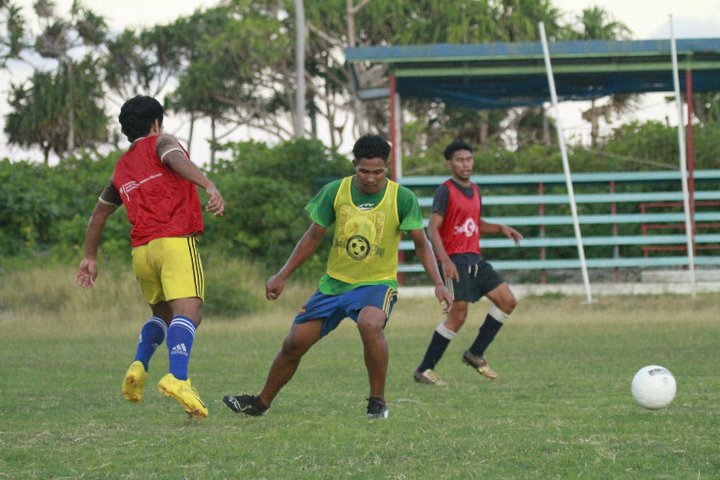
Training op het Tuvalu Sports Ground

Daarnaast wisselt de bespeelbaarheid met het weer. Als het regent blijven de hompen klei aan je schoenen plakken. En als het warm is (en dat is het eigenlijk altijd op Tuvalu), is ook dit veld keihard en stuitert de bal alle kanten op. Bijkomend voordeel is wel dat Tuvaluanen technisch sterk zijn. De meest onmogelijke ballen weten ze onder controle te krijgen.
Op de overkapping van de tribune zijn zonnepanelen bevestigd. Deze voorzien in ongeveer 5% van de energiebehoefte van Funafuti.
Op dit veld wordt zowel voetbal als rugby gespeeld.